# Ljubov zemnaja
Ljubov zemnaja (russisk: Любовь земная) er en sovjetisk spillefilm fra 1974 af Jevgenij Matvejev.

## Medvirkende
- Jevgenij Matvejev som Zakhar Derjugin
- Zinaida Kirijenko som Jefrosinja
- Jurij Jakovlev som Tikhon
- Valerija Zaklunna som Katerina
- Olga Ostroumova som Manja